# Collegio plurinominale Piemonte - 01 (2017)
Il collegio elettorale plurinominale Piemonte - 01 è stato un collegio elettorale plurinominale della Repubblica Italiana per l'elezione del Senato tra il 2017 ed il 2022.

## Territorio
Come previsto dalla legge elettorale italiana del 2017, il collegio era stato definito tramite decreto legislativo all'interno della circoscrizione Piemonte.
Il collegio comprendeva la zona definita dai quattro collegi uninominali Piemonte - 01 (Settimo Torinese), Piemonte - 02 (Moncalieri), Piemonte - 03 (Torino-Collegno) e Piemonte - 04 (Torino - Zona statistica 61).

## Dati elettorali

### XVIII legislatura
Come previsto dalla legge elettorale, 193 senatori erano eletti in 33 collegi plurinominali con ripartizione proporzionale a livello regionale tra le coalizioni e le singole liste che avessero superato la soglia di sbarramento stabilita.
Nel collegio venivano eletti 10 senatori.
| Liste          | Liste                               | Proporzionale | Proporzionale | Proporzionale | Maggioritario | Maggioritario | Maggioritario |  |
| Liste          | Liste                               | Voti          | %             | Seggi         | Voti          | %             | Seggi         |  |
| -------------- | ----------------------------------- | ------------- | ------------- | ------------- | ------------- | ------------- | ------------- |  |
|                | Lega                                | 225 463       | 19,05         | 1             | 423 102       | 35,74         | 3             |  |
|                | Forza Italia                        | 151 047       | 12,76         | 1             | 423 102       | 35,74         | 3             |  |
|                | Fratelli d'Italia                   | 40 003        | 3,38          | –             | 423 102       | 35,74         | 3             |  |
|                | Noi con l'Italia – UDC              | 6 589         | 0,56          | –             | 423 102       | 35,74         | 3             |  |
|                | Movimento 5 Stelle                  | 335 075       | 28,31         | 2             | 335 075       | 28,31         | –             |  |
|                | Partito Democratico                 | 268 303       | 22,67         | 2             | 329 731       | 27,86         | 1             |  |
|                | +Europa                             | 51 897        | 4,38          | –             | 329 731       | 27,86         | 1             |  |
|                | Italia Europa Insieme               | 4 842         | 0,41          | –             | 329 731       | 27,86         | 1             |  |
|                | Civica Popolare                     | 4 689         | 0,40          | –             | 329 731       | 27,86         | 1             |  |
|                | Liberi e Uguali                     | 52 821        | 4,46          | –             | 52 821        | 4,46          | –             |  |
|                | Potere al Popolo!                   | 14 238        | 1,20          | –             | 14 238        | 1,20          | –             |  |
|                | CasaPound                           | 10 558        | 0,89          | –             | 10 558        | 0,89          | –             |  |
|                | Il Popolo della Famiglia            | 7 770         | 0,66          | –             | 7 770         | 0,66          | –             |  |
|                | Italia agli Italiani (FN - MSFT)    | 3 860         | 0,33          | –             | 3 860         | 0,33          | –             |  |
|                | Partito Valore Umano                | 3 600         | 0,30          | –             | 3 600         | 0,30          | –             |  |
|                | Grande Nord                         | 2 007         | 0,17          | –             | 2 007         | 0,17          | –             |  |
|                | Partito Repubblicano Italiano – ALA | 912           | 0,08          | –             | 912           | 0,08          | –             |  |
| Totale         | Totale                              | 1 183 674     | 100           | 6             | 1 183 674     | 100           | 4             |  |
|                |                                     |               |               |               |               |               |               |  |
| Schede bianche | Schede bianche                      | 9 679         | 0,79          |               |               |               |               |  |
| Schede nulle   | Schede nulle                        | 32 563        | 2,66          |               |               |               |               |  |
| Votanti        | Votanti                             | 1 225 916     | 75,46         |               |               |               |               |  |
| Elettori       | Elettori                            | 1 624 578     |               |               |               |               |               |  |

## Eletti

### Eletti maggioritario
Eletti nella coalizione di centro-destra (Lega - FI - FdI - NcI-UDC)
     Eletti nella coalizione di centro-sinistra (PD-+EUR-CP-Insieme)
| Collegio uninominale | Eletto | Eletto                    | Partito |
| -------------------- | ------ | ------------------------- | ------- |
| 1. Settimo Torinese  |        | Maria Virginia Tiraboschi | FI      |
| 2. Moncalieri        |        | Marzia Casolati           | Lega    |
| 3. Torino-Collegno   |        | Roberta Ferrero           | Lega    |
| 4. Torino-Centro     |        | Mauro Laus                | PD      |

### Eletti proporzionale
| Movimento 5 Stelle         | Lega            | Partito Democratico          | Forza Italia |
| -------------------------- | --------------- | ---------------------------- | ------------ |
|                            |                 |                              |              |
| Elisa Pirro Alberto Airola | Cesare Pianasso | Mauro Marino Anna Rossomando | Lucio Malan  |

1. ↑  In data 18.09.2019 aderisce a Italia Viva-P.S.I..
2. ↑  In data 19.07.2021 aderisce a Fratelli d'Italia.